# Paphiopedilum ciliolare
Paphiopedilum ciliolare är en orkidéart som först beskrevs av Heinrich Gustav Reichenbach, och fick sitt nu gällande namn av Stein. Paphiopedilum ciliolare ingår i släktet Paphiopedilum och familjen orkidéer. IUCN kategoriserar arten globalt som starkt hotad. Inga underarter finns listade i Catalogue of Life.

## Bildgalleri

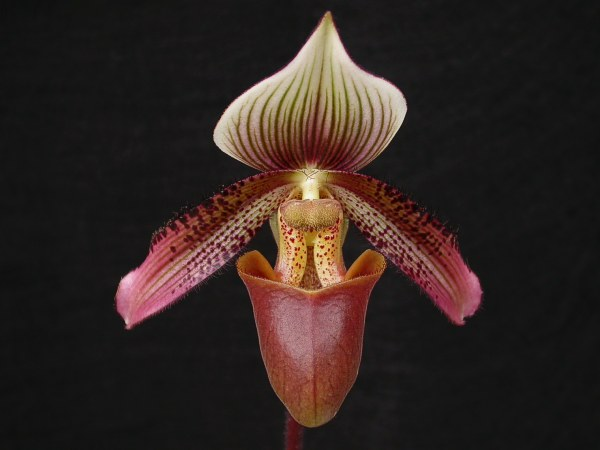
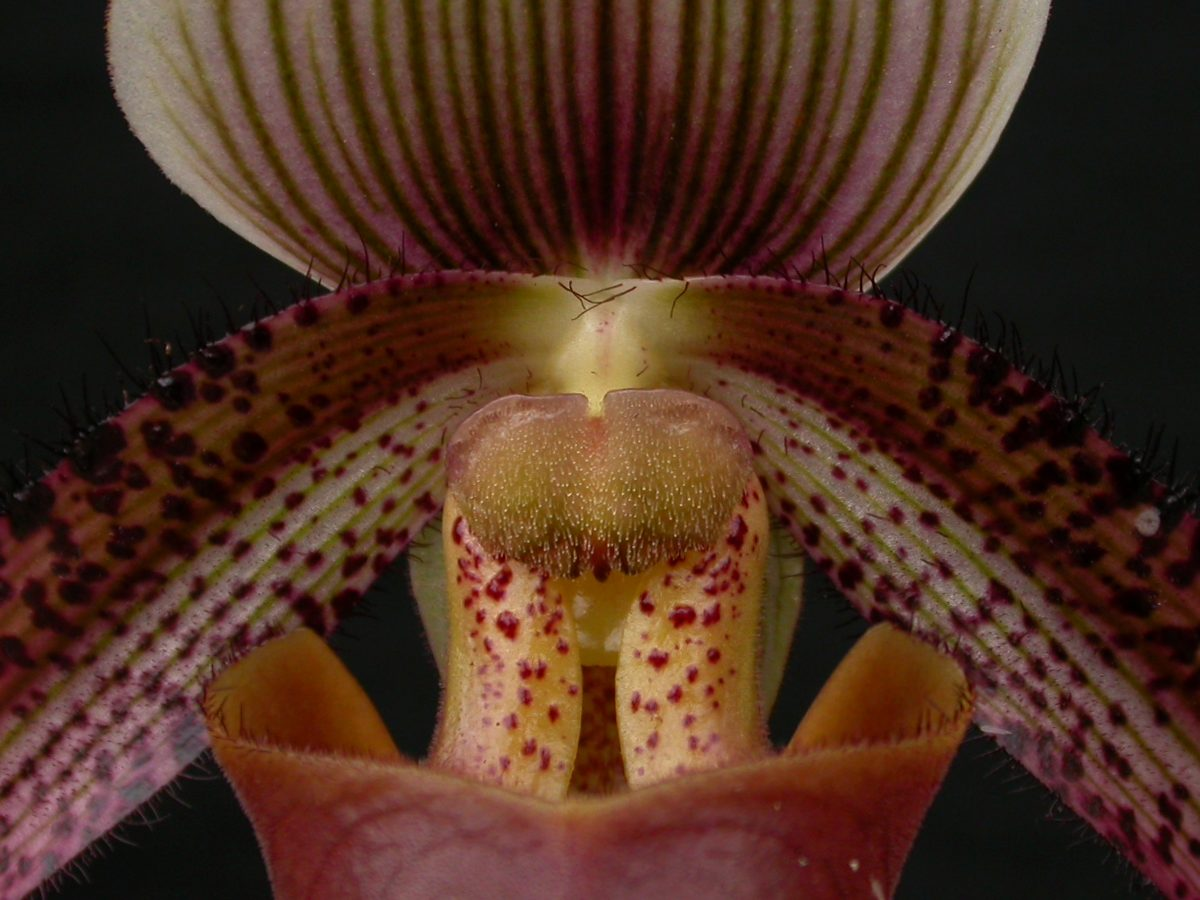